# Villangómez (kommunhuvudort)
Villangómez är en kommunhuvudort i Spanien.   Den ligger i provinsen Provincia de Burgos och regionen Kastilien och Leon, i den norra delen av landet, 200 km norr om huvudstaden Madrid. Villangómez ligger 848 meter över havet och antalet invånare är 315.
Terrängen runt Villangómez är platt. Runt Villangómez är det mycket glesbefolkat, med 6 invånare per kvadratkilometer. Närmaste större samhälle är Burgos, 18,9 km norr om Villangómez. Trakten runt Villangómez består till största delen av jordbruksmark.